# Manuel Felipe de Tovar
Manuel Felipe de Tovar (n. 1 ianuarie 1803, Caracas, Venezuela - d. 21 februarie 1866, Paris, Franța) a fost un medic, om politic, președintele Venezuelei în perioada 1859–1861.